# Uredo corchori
Uredo corchori är en svampart som beskrevs av Cummins 1960. Uredo corchori ingår i släktet Uredo, ordningen Pucciniales, klassen Pucciniomycetes, divisionen basidiesvampar och riket svampar. Inga underarter finns listade i Catalogue of Life.